# Rodionovo-Nesvetajskij rajon
Il Rodionovo-Nesvetajskij rajon, in russo Родионово-Несветайский район?, è un rajon dell'Oblast' di Rostov, nella Russia europea. Istituito nel 1935, il capoluogo è Rodionovo-Nesvetajskaja.